# 50 первых поцелуев
«50 пе́рвых поцелу́ев» (англ. 50 First Dates, досл. «50 первых свиданий») — романтическая комедия, снятая режиссёром Питером Сигалом. В главных ролях задействованы Адам Сэндлер и Дрю Бэрримор. Фильм получил смешанные отзывы от критиков и зрителей. Ремейки были созданы в Индии, Иране, Мексике и Японии.

## Сюжет
Генри Рот — обаятельный сердцеед, но ему быстро надоедают подружки. Однажды Генри знакомится с обаятельной блондинкой Люси Уитмор. Он нравится ей, она нравится ему, но если бы всё было так просто… Оказывается, Люси страдает потерей памяти после автомобильной катастрофы — помня всё, что случилось до аварии, она не помнит того, что было вчера. Каждое утро девушка просыпается и не помнит событий, произошедших накануне. Именно эта женщина и привлекает внимание ловеласа Генри, может быть, благодаря своей болезни — ведь с такой подругой не приходится скучать от безделия, а напротив, нужно быть максимально ответственным. Генри влюбляется, но вынужден ежедневно знакомиться с Люси, напоминать ей о себе вновь и вновь. В результате многократных попыток, мужчина находит способ облегчить жизнь и возлюбленной и себе. Он записывает основные моменты их жизни на видеокассету, которую, вместе с инструкцией, девушка видит сразу после пробуждения.

## В ролях
| Актёр        | Роль        |
| ------------ | ----------- |
| Адам Сэндлер | Генри Рот   |
| Дрю Бэрримор | Люси Уитмор |
| Роб Шнайдер  | Ула         |
| Шон Астин    | Даг         |
| Люсия Струс  | Алекса      |
| Дэн Эйкройд  | доктор Китс |
| Эми Хилл     | Сью         |
| Аллен Коверт | Том         |
| Блейк Кларк  | Мэрлин      |
| Майя Рудольф | Стаси       |

## Саундтрек
| №                   | Название                                                                         | Автор(ы)                                                                  | Артист                                      | Длительность |
| ------------------- | -------------------------------------------------------------------------------- | ------------------------------------------------------------------------- | ------------------------------------------- | ------------ |
| 1.                  | «Hold Me Now» (Thompson Twins)                                                   | Tom Bailey, Alannah Currie, Joe Leeway                                    | Wayne Wonder                                | 4:12         |
| 2.                  | «Lovesong» (The Cure)                                                            | Роберт Смит, Саймон Гэллап, Порл Томпсон, Борис Уильямс, Роджер О’Доннелл | 311                                         | 3:28         |
| 3.                  | «Lips Like Sugar» (Echo & the Bunnymen)                                          | Will Sergeant, Ian McCulloch, Les Pattinson                               | Seal featuring Mikey Dread                  | 5:00         |
| 4.                  | «Your Love (L.O.V.E. Reggae Mix)» (The Outfield)                                 | John Spinks                                                               | Wyclef Jean featuring Eve                   | 4:13         |
| 5.                  | «Drive» (The Cars)                                                               | Ric Ocasek                                                                | Ziggy Marley                                | 4:26         |
| 6.                  | «True» (Spandau Ballet)                                                          | Gary Kemp                                                                 | will.i.am & Ферги                           | 4:24         |
| 7.                  | «Slave to Love» (Bryan Ferry)                                                    | Ferry                                                                     | Elan Atias (backing vocals by Gwen Stefani) | 3:55         |
| 8.                  | «Every Breath You Take» (The Police)                                             | Стинг                                                                     | UB40                                        | 3:55         |
| 9.                  | «The Ghost in You» (The Psychedelic Furs)                                        | Richard Butler, Tim Butler                                                | Mark McGrath of Sugar Ray                   | 3:01         |
| 10.                 | «Friday I’m in Love» (The Cure)                                                  | Смит, Гэллап, Томпсон, Уильямс, Перри Бэмоунт                             | Dryden Mitchell of Alien Ant Farm           | 3:21         |
| 11.                 | «Breakfast in Bed» (Dusty Springfield, 1969/UB40 featuring Chrissie Hynde, 1988) | Eddie Hinton, Donnie Fritts                                               | Nicole Kea (Nicole Scherzinger)             | 3:36         |
| 12.                 | «I Melt With You» (Modern English)                                               | Robbie Grey, Gary McDowell, Stephen Walker, Michael Conroy, Richard Brown | Jason Mraz                                  | 3:36         |
| 13.                 | «Forgetful Lucy»                                                                 | Sandler, Allen Covert, Tim Herlihy                                        | Адам Сэндлер                                | 1:51         |
| 14.                 | «Somewhere over the Rainbow» ("IZ")                                              | Израэль Камакавивооле                                                     | Израэль Камакавивооле                       | 3:47         |
| Общая длительность: | Общая длительность:                                                              | Общая длительность:                                                       | Общая длительность:                         | 50:05        |

## Критика
На Rotten Tomatoes рейтинг одобрения составляет 45% на основе 175 отзывов критиков со средней оценкой 5,4 балла из 10. На Metacritic фильм получил оценку 48% на основе 38 обзоров, что указывает на «смешанные или средние отзывы». Зрители, опрошенные Cinemascore, поставили фильму оценку A− по шкале от A до F.